# Эсперанто-фильм
Эсперанто-фильм — фильм, снятый на языке эсперанто. Снято большое количество короткометражного кино на эсперанто, однако полнометражных фильмов всего четыре. Помимо этого, в ряде популярных фильмов эсперанто используют в некоторых диалогах.
В 2011 году в Сан-Паулу прошёл первый кинофестиваль на эсперанто.

## Полнометражные фильмы на эсперанто
Первый полнометражный фильм на эсперанто был снят Atelier Mahé в 1964 году во Франции и назывался «Тревоги» (эсп. «Angoroj»). Его продолжительность около одного часа. В сюжете присутствует убийство.
Вторым полнометражным эсперанто-фильмом стал «Инкуб» (эсп. «Inkubo»), малобюджетный чёрно-белый фильм ужасов. Он был снят в 1965 году в США, главную роль сыграл известный канадский актёр Уильям Шетнер. Эсперантисты признают художественную ценность фильма, однако отмечают ряд ошибок в произношении актёров.
Два других полнометражных фильмов сняты уже в XXI веке:
«Герда исчезла!» (эсп. «Gerda malaperis!») — детективный фильм 2006 года, основанный на одноимённой книге Клода Пирона.
«Отец» (эсп. «La patro») — драматический фильм 2007 года, основанный на произведении японской литературы 1907 года. Оба фильма сняты бразильской кинокомпанией Imagu-Filmo.

## Фильмы, где используется эсперанто
- Леди из тропиков[англ.] (1939)
- Восторг идиота (1939)
- Великий диктатор (1940)
- Дорога в Сингапур (1940)
- Ночь на Галактической железной дороге (1985)
- Красный карлик (1988—1999)
- Homo Paradoksum (1989), к/м, реж. В. Кобрин
- Уличный боец (1994)
- Гаттака (1997)
- Блэйд 3: Троица (2004)
- Казароза (2005)

## Документальные фильмы
Про эсперанто снято множество документальных фильмов и кинохроник:
| Название фильма     | Название фильма         | Год  | Страна         | Описание                                     | Ссылка        |
| На русском          | На эсперанто            | Год  | Страна         | Описание                                     | Ссылка        |
| ------------------- | ----------------------- | ---- | -------------- | -------------------------------------------- | ------------- |
| Столетнее эсперанто | Esperanto — la centjara | 1987 | Флаг Польши    | Посвящён столетию эсперанто.                 | Ссылка (эсп.) |
| Киноискусство и мы  | Kinarto kaj ni          | 1990 | Флаг Швейцарии | О связи кино и эсперанто.                    | Ссылка (эсп.) |
| Эсперанто — это…    | Esperanto estas…        | 2008 |                | Информационный фильм про эсперанто-движение. | Ссылка (эсп.) |

## Видеокурсы
Создано немало видеокурсов для обучения на эсперанто. Среди прочих выделяются:
- Маззи в Гондоландии (эсп. Mazi en Gondolando, 1986) и Маззи возвращается (эсп. Mazi revenas, 1989) — мультипликационный телекурс эсперанто для детей, основанный на изначально английской версии[6].
- Паспорт ко всему миру (эсп. Pasporto al la tuta mondo, 2002) — курс эсперанто, который состоит из пятнадцати 30-минутных уроков[7].